# Milan Madaj
Milan Madaj (* 8. Mai 1970 in Liptovský Mikuláš) ist ein slowakischer Skibergsteiger und seit 1992 Mitglied im Nationalkader der Slovenská skialpinistická asociácia (SSA).
Er begann mit dem Skibergsteigen 1989 und nahm 1991 an seinem ersten Wettkampf in dieser Sportart teil. Er erreichte unter anderem einmal Platz 1 und zweimal den 2. Platz bei der Pierra Menta.

## Erfolge (Auswahl)
- 2001: 7. Platz bei der Europameisterschaft Skibergsteigen Team mit Dušan Trizna

- 2002: 10. Platz bei der Weltmeisterschaft Skibergsteigen Team mit Dušan Trizna

- 2004: 5. Platz bei der Weltmeisterschaft Skibergsteigen Staffel (mit Miroslav Leitner, Branislav Kačina und Peter Svätojánsky)

- 2005: 5. Platz bei der Europameisterschaft Skibergsteigen Staffel (mit Peter Svätojánsky, Miroslav Leitner und Branislav Kačina)

- 2006: 4. Platz bei der Weltmeisterschaft Skibergsteigen Staffel (mit Miroslav Leitner, Milan Blasko und Peter Svätojánsky)

- 2007: 10. Platz bei der Europameisterschaft Skibergsteigen Staffel (mit Matúš Daňko, Jozef Hlavco und Juraj Laštík)

### Pierra Menta
- 1994: 2. Platz mit Dušan Trizna
- 1995: 2. Platz mit Dušan Trizna
- 1996: 3. Platz mit Dušan Trizna
- 1998: 8. Platz mit Dušan Trizna
- 2000: 6. Platz mit Dušan Trizna
- 2001: 9. Platz mit Dušan Trizna
- 2006: 9. Platz mit Peter Svätojánsky

### Trofeo Mezzalama
- 2003: 10. Platz mit Peter Svätojánsky und Miroslav Leitner